# Cat Zingano
Cathilee Deborah Zingano, née Cathilee Deborah Albert, le 1er juillet 1982 à Winona dans le Minnesota, est une pratiquante américaine d'arts martiaux mixtes (MMA)  évoluant dans la catégorie des poids coqs de l'organisation Ultimate Fighting Championship (UFC).

## Parcours en MMA

### Débuts
Zingano fait ses débuts en 2007, enchainant en moins d'un an quatre combats en MMA amateur dans l'État du Colorado. Elle ne concède alors qu'une seule défaite face à Louise Johnson.
Zingano débute ensuite sa carrière professionnelle le 13 juin 2008 face à Karina Taylor, qu'elle soumet par clé de bras au premier round lors du Ring of Fire 32 à Broomfield dans le Colorado. Elle remporte le titre des poids coqs du Ring of Fire en battant Angela Samora le 10 janvier 2009, puis le titre du Fight to Win dans la même catégorie, contre Barb Honchak le 30 janvier 2010. Le 5 juin 2010, elle s'empare cette fois-ci du titre poids mouches lors du Ring of Fire 38.
Le 10 décembre 2010, Zingano affronte Carina Damm au Crowbar MMA: Winter Brawl à Grand Forks dans le Dakota du Nord. Elle remporte le combat par TKO au second round .
Zingano rencontre ensuite Takayo Hashi lors de l'événement Fight to Win: Outlaws le 14 mai 2011.
Elle remporte le combat en mettant son adversaire KO sur une technique de « slam » au troisième round et devient alors la nouvelle championne poids mouches de l'organisation.

### Invicta FC et Strikeforce
Un combat face à Anita Rodriguez était prévu pour l'Invicta FC 1, mais une blessure contraint Zingano à abandonner sa participation à cet événement.
Zingano conclut un accord avec l'organisation du Strikeforce pour affronter Amanda Nunes lors de la soirée Strikeforce: Melendez vs. Healy. Cependant, à la suite d'une blessure au genou de Gilbert Melendez qui devait défendre son titre face à Pat Healy (en), la soirée est totalement annulée.
Zingano rencontre alors Raquel Pennington à l'Invicta FC 3 le 6 octobre 2012,.
Elle remporte le combat par soumission grâce à un étranglement arrière dans le deuxième round.

### Ultimate Fighting Championship
On apprend en février 2013 que Zingano doit prendre part au deuxième match féminin de l'histoire de l'UFC.
Zingano affronte à cette occasion Miesha Tate le 13 avril et gagne ce combat par TKO au troisième round. Ce match obtient le bonus du combat de la soirée.
Cette victoire lui offre la place d'entraîneur dans la saison 18 de la série The Ultimate Fighter et par conséquent, l'occasion de remporter le titre des poids coqs de l'UFC en affrontant Ronda Rousey.
Cependant, l'organisation révèle le 28 mai que Zingano ayant contracté une blessure au genou à l'entraînement, c'est Miesha qui reprend sa place.
En fin de l'année 2014, elle se voit offrir une nouvelle occasion de remporter le titre poids coqs de l'UFC face à Ronda Rousey puisqu'un affrontement est envisagé pour l'UFC 182 du 3 janvier 2015,
mais le combat est repoussé au 28 février en tête d'affiche de l'UFC 184 à la suite d'un problème au dos de Cat Zingano.
Elle échoue dans sa tentative de battre la championne en titre. Ronda Rousey surprend en effet très rapidement son adversaire par clé de bras au bout de quatorze secondes.

## Palmarès en MMA
| 11 combats     | 9 victoires | 2 défaites |
| Par KO         | 5           | 0          |
| Par soumission | 3           | 1          |
| Sur décision   | 1           | 1          |

| Résultat | Record | Adversaire        | Méthode                                | Événement                        | Date              | Round | Temps | Lieu                                        | Notes                                       |
| -------- | ------ | ----------------- | -------------------------------------- | -------------------------------- | ----------------- | ----- | ----- | ------------------------------------------- | ------------------------------------------- |
| Défaite  | 9-2    | Julianna Peña     | Décision unanime                       | UFC 200: Tate vs. Nunes          | 9 juillet 2016    | 3     | 5:00  | Las Vegas, Nevada, États-Unis               |                                             |
| Défaite  | 9-1    | Ronda Rousey      | Soumission (clé de bras)               | UFC 184: Rousey vs. Zingano      | 28 février 2015   | 1     | 0:14  | Los Angeles, Californie, États-Unis         | Pour le titre des poids coqs de l'UFC.      |
| Victoire | 9-0    | Amanda Nunes      | TKO (coudes et poings)                 | UFC 178: Johnson vs. Cariaso     | 27 septembre 2014 | 3     | 1:21  | Las Vegas, Nevada, États-Unis               |                                             |
| Victoire | 8-0    | Miesha Tate       | TKO (coups de genou et coup de coude)  | The Ultimate Fighter 17 Finale   | 13 avril 2013     | 3     | 2:55  | Las Vegas, Nevada, États-Unis               | Combat de la soirée.                        |
| Victoire | 7-0    | Raquel Pennington | Soumission (étranglement arrière)      | Invicta FC 3: Penne vs. Sugiyama | 6 octobre 2012    | 2     | 3:32  | Kansas City, Kansas, États-Unis             |                                             |
| Victoire | 6-0    | Takayo Hashi      | KO (slam)                              | Fight to Win: Outlaws            | 14 mai 2011       | 3     | 4:42  | Denver, Colorado, États-Unis                | Remporte le titre des poids mouches du FTW. |
| Victoire | 5-0    | Carina Damm       | TKO (coups de poing et coups de coude) | Crowbar MMA: Winter Brawl        | 10 décembre 2010  | 2     | 3:37  | Grand Forks, Dakota du Nord, États-Unis     |                                             |
| Victoire | 4-0    | Ivana Coleman     | TKO (coups de poing)                   | ROF 38 : Ascension               | 5 juin 2010       | 1     | 1:54  | Broomfield (Colorado), Colorado, États-Unis | Remporte le titre des poids mouches du ROF. |
| Victoire | 3-0    | Barb Honchak      | Décision unanime                       | Fight to Win : Phenoms           | 30 janvier 2010   | 3     | 5:00  | Denver, Colorado, États-Unis                | Remporte le titre des poids coqs du FTW.    |
| Victoire | 2-0    | Angela Samaro     | Soumission (étranglement anaconda)     | ROF 33: Adrenaline               | 10 janvier 2009   | 2     | 3:40  | Broomfield, Colorado, États-Unis            | Remporte le titre des poids coqs du ROF.    |
| Victoire | 1-0    | Karina Taylor     | Soumission (clé de bras)               | ROF 32 : Respect                 | 13 juin 2008      | 1     | 2:30  | Broomfield, Colorado, États-Unis            |                                             |